# Bacoli

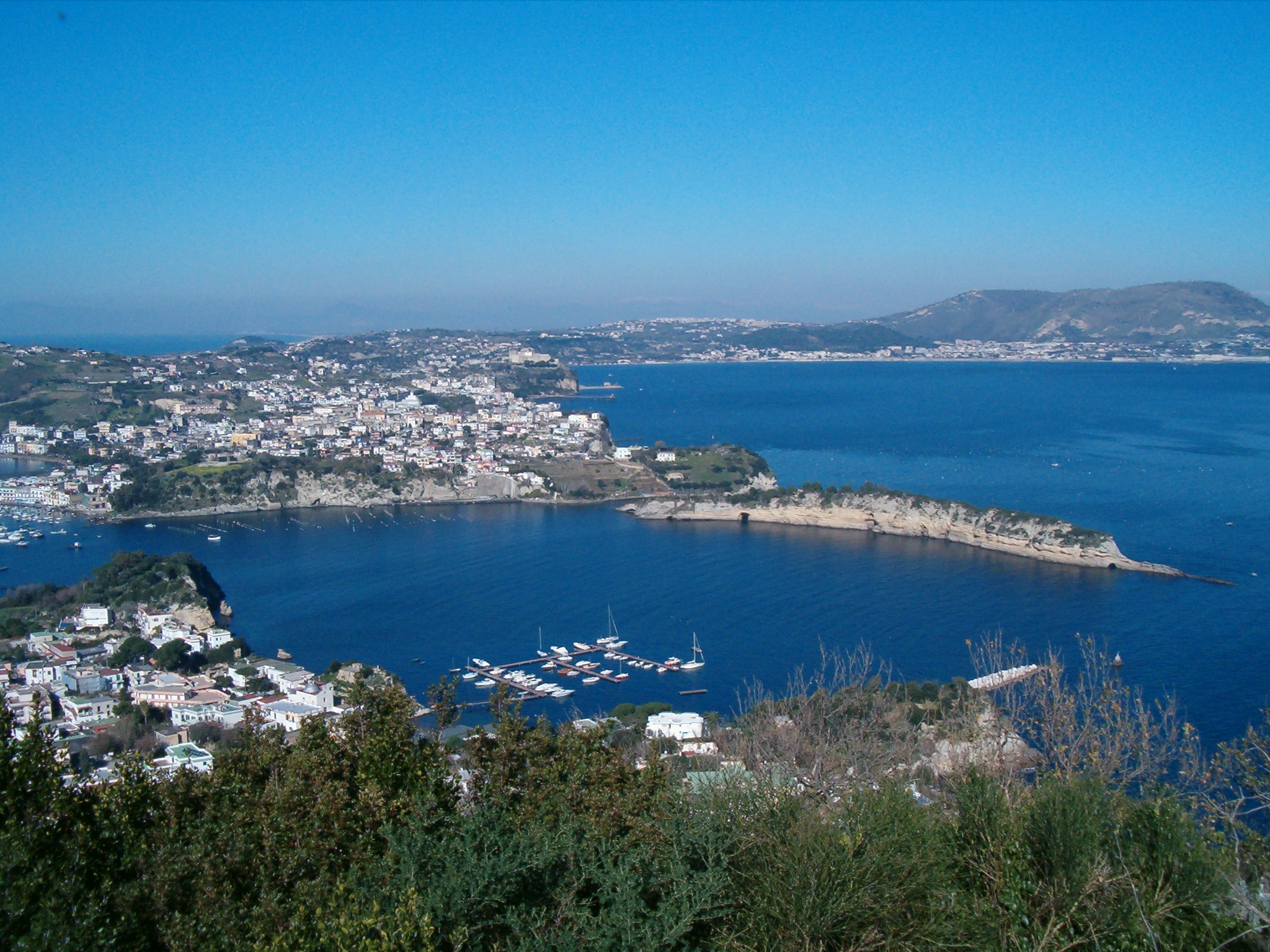
Capo Miseno, Bacoli

Bacoli is een Italiaanse gemeente, onderdeel van de metropolitane stad Napels, wat voor 2015 nog de provincie Napels was (regio Campanië) en telt 27.402 inwoners (31-12-2004). De oppervlakte bedraagt 13,3 km², de bevolkingsdichtheid is 2027 inwoners per km².
De volgende frazioni maken deel uit van de gemeente: Baia, Cappella, Cuma - Fusaro, Miliscola, Miseno, Torregaveta.

## Andere namen
- Bauli. Toen de Romeinen de stad stichtten, gaven ze de naam Bauli, in meervoudsvorm.
- Vàcule. De naam in het Napolitaans is Vàcule.

## Geografie
De gemeente ligt op ongeveer 30 m boven zeeniveau.
Bacoli grenst aan de volgende gemeenten: Monte di Procida, Pozzuoli.

## Bezienswaardigheden
- Cento Camerelle: dit is een waterreservoir uit de Romeinse Tijd.